# Dream Center
Dream Center est un réseau de centres sociaux chrétiens évangéliques pentecôtistes qui offre une banque alimentaire, des vêtements et
des programmes d’aide. Son siège est situé à Los Angeles, aux États-Unis, et son président est Matthew Barnett. L’organisation disposerait de plus de 84 centres dans le monde.

## Histoire
L'organisation a été fondée par les pasteurs Matthew Barnett et Tommy Barnett de Dream City Church en 1994, en tant que mission des Assemblées de Dieu .  Après avoir acheté l’ancien hôpital Queen of Angels Hospital à Echo Park, Downtown Los Angeles, elle l’a transformé en centre social en 1997 pour les sans-abris, les prostituées et les membres de gangs de rue . En 2001, le pasteur Matthew Barnett et la Foursquare church ont fusionné le Dream Center avec 
l'Angelus Temple .  En 2022, l'organisation dit avoir fondé 84 centres dans d'autres villes et pays du monde .

## Programmes
L’organisation offre une banque alimentaire, des vêtements et
des programmes d’aide pour les sinistrés, les victimes de violence domestique, de toxicomanie et de traite des êtres humains et des prisonniers,.

## Controverse
En 2005, certains évacués de l'Ouragan Katrina logés au Dream Center ont affirmé avoir eu des difficultés à recevoir des dons . Une enquête de la part de militants sociaux, a conclu que les accusations étaient sans fondement et était plus une campagne de dénigrement.